# Електроугли
Електроугли (рус. Электроугли) град је у Русији у Московској области. Према попису становништва из 2010. у граду је живело 20120 становника.

## Становништво
| 1939. | 1959.  | 1970.  | 1979.  | 1989.  | 2002.  | 2010.  |
| ----- | ------ | ------ | ------ | ------ | ------ | ------ |
| 8.500 | 14.016 | 17.168 | 19.369 | 18.645 | 16.717 | 20.120 |